# Daniel Lissing
Daniel Lissing (Sydney, 4 de outubro de 1981) é um ator australiano. Ele é mais conhecido por seus papéis em Crownies, Last Resort e When Calls the Heart.

## Biografia
Lissing nasceu e cresceu em Sydney, na Austrália. O pai dele, Jerry Lissing, é dono de uma Navy Canteens em Darwin, e sua mãe, Inge Christophers, trabalha para Feros Care, uma organização sem fins lucrativos. 
Ele possui nacionalidade australiana e holandesa. O ator mora em Los Angeles, na Califórnia. 

## Filmografia

### Cinema
| Ano  | Título              | Papel     | Notas          |
| ---- | ------------------- | --------- | -------------- |
| 2009 | Whiteline           | Matt      | Curta-metragem |
| 2009 | Multiple Choice     | Mark      | Curta-metragem |
| 2010 | The Game            | James     | Curta-metragem |
| 2011 | Fidelity            | Sam       | Curta-metragem |
| 2011 | Entwined            | Aiden     | Curta-metragem |
| 2014 | The Cure            | Ryan Earl | Longa-metragem |
| 2014 | John Doe: Vigilante | Jake      | Longa-metragem |
| 2015 | The Answers         | Nathan    | Curta-metragem |

### Televisão
| Ano     | Título                           | Papel                  | Notas                                                     |
| ------- | -------------------------------- | ---------------------- | --------------------------------------------------------- |
| 2001    | Pizza                            | Policial               | 2 episódios                                               |
| 2006    | Home and Away                    | Dave Elder             | 2 episódios                                               |
| 2008    | Out of the Blue                  | Angus 'Tiger' McKinnon | 3 episódios                                               |
| 2008–09 | Packed to the Rafters            | Heath                  | 2 episódios                                               |
| 2009    | Underbelly: A Tale of Two Cities | Corredor               | Episódio: "A Nice Little Earner"                          |
| 2010    | Cops L.A.C.                      | Ryan                   | Episódio: "A Veil of Tears"                               |
| 2011    | Crownies                         | Conrad De Groot        | Recorrente                                                |
| 2012–13 | Last Resort                      | James King             | Principal                                                 |
| 2014–18 | When Calls the Heart             | Jack Thornton          | Principal                                                 |
| 2015    | Eye Candy                        | Ben Miller             | 2 episódios                                               |
| 2015–16 | Girlfriends' Guide to Divorce    | Payton                 | 3 episódios                                               |
| 2016    | A December Bride                 | Seth Murphy            | Filme de televisão                                        |
| 2017    | Timeless                         | Jesse James            | Episódio: "The Murder of Jesse James"                     |
| 2017    | Blindspot                        | Tom Jakeman            | Episódio: "Enemy Bag of Tricks"                           |
| 2018    | Christmas In Love                | Nick Carlingson        |                                                           |
| 2019–20 | The Rookie                       | Sterling Freeman       | Episódio: "Breaking Point", "Now and Then" e "True Crime" |